# Pablo Migliore
Pablo Migliore, vollständiger Name Pablo Alejandro Migliore, (* 27. Januar 1982 in Buenos Aires) ist ein argentinischer Fußballspieler.

## Karriere

### Verein
Der nach Vereinsangaben 1,90 Meter, nach anderen Quellen 1,91 Meter große Torhüter Migliore stand zu Beginn seiner Karriere im Jahr 2005 in Reihen von Huracán de Parque Patricios. Von 2005 bis 2008 spielte er für die Boca Juniors. 2007 gewann sein Verein die Copa Libertadores. Im Juli 2008 wurde er an den Racing Club ausgeliehen und absolvierte dort bis Juli 2009 24 Partien in der Primera División. Dabei blieb er im Torneo Clausura 2009 690 Spielminuten lang ohne Gegentreffer. Anfang August 2009 wechselte er zu San Lorenzo. Insgesamt bestritt er für diesen Arbeitgeber von der Saison 2009/10  bis einschließlich der Spielzeit 2012/13 107 Erstligaspiele (2009/10: 38 Spiele/0 Tore; 2010/11: 29/0; 2011/12: 24/0; 2012/13: 26/0) und kam in zwei Play-off-Spielen, sechs Begegnungen der Copa Sudamericana und einer Partie der Copa Argentina zum Einsatz. Von Ende Mai 2013 bis Anfang August 2013 stand er in Diensten des kroatischen Klubs Dinamo Zagreb. Zwei Spiele in der HNL, ein Champions-League-Einsatz und ein Einsatz im Super Cup weist die Statistik bei den Kroaten für ihn aus. In der Saison 2013/14 hütete er bei den Argentinos Juniors in 22 Ligaspielen das Tor. Seit der Apertura 2014 steht er in Reihen des Club Atlético Peñarol und wurde in der Saison 2014/15 29-mal in der Primera División und sechsmal in der Copa Sudamericana 2014 eingesetzt. Anschließend war er zunächst vereinslos. Anfang Januar 2016 schloss er sich dem argentinischen Verein Club Almirante Brown an, für den er bislang (Stand: 25. September 2016) 23 Ligaspiele in der Primera B Metropolitana absolvierte.

### Erfolge
- Copa Libertadores: 2007

## Sonstiges
Am 31. März 2013 wurde Migliore nach dem Spiel gegen die Newell’s Old Boys wegen des Verdachts der Beihilfe für das wegen Mordes gesuchte Barra-Brava-Mitglied Maximiliano Mazzaro von der argentinischen Polizei verhaftet, da er geholfen haben sollte, den auf der Flucht befindlichen Hooligan zu verstecken.